# فرانسیس بیدل
فرنسیس بورلی بیدل (Francis Beverley Biddle)‏ (۹ مه ۱۸۸۶–۴ اکتبر ۱۹۶۸)، حقوقدان و قاضی آمریکایی بود که در جریان جنگ دوم جهانی دادستان کل ایالات متحده بود. او همچنین به عنوان اولین قاضی آمریکایی در دادگاه نورنبرگ پس از جنگ و به همین‌گونه قاضی فدرال ایالات متحده در دادگاه استیناف حوزه سوم خدمت کرد.

## اوایل زندگی و آموزش
بیدل زمانی که خانواده‌اش در بیرون از کشور زندگی می‌کرد، در شهر پاریس فرانسه متولد شد. بیدل یکی از چهار پسر فرانسیس بروان (نام تولد: رابینسون) و الجرنون سیدنی بیدل، استاد حقوق در دانشکدهٔ حقوق دانشگاه پنسیلوانیا از خانوادهٔ بیدل، بود. بیدل همچنین نوهٔ بزرگ ادموند رندولف هفتمین فرماندار ویرجینیا، دومین وزیر خارجه ایالات متحده و نخستین دادستان کل ایالات متحده و پسر برادر ناتنی دوم جیمز مدیسون، چهارمین رئیس‌جمهور ایالات متحده بود. وی از مدرسه گروتن فارغ شد و در این مدرسه در مشت‌زنی شرکت می‌ورزید. مدرک کارشناسی هنر را در سال ۱۹۰۹ از کالج هاروارد و مدرک کارشناسی حقوق را در سال ۱۹۱۱ از دانشکدهٔ حقوق هاروارد بدست آورد.

## اوایل حرفه
بیدل در اوایل از سال۱۹۱۱ تا سال ۱۹۱۲ به عنوان دستیار اداری (یعنی دستیار حقوقی) الیور وندل هولمز جونیور، قاضی دادگاه عالی کار کرد. ۲۷ سال بعدی را به وکالت در فیلادلفیا و پنسیلوانیا سپری کرد. در سال ۱۹۱۲ از نامزدی ریاست‌جمهوری حزب ترقی‌خواه مرتد تئودور روزولت، رئیس‌جمهور پیشین ایالات متحده حمایت کرد. از سال ۱۹۲۲ تا سال ۱۹۲۶، دستیار ویژه دادستان ایالات متحده در حوزهٔ شرقی پنسیلوانیا بود.
درجریان جنگ دوم جهانی، از۲۳ اکتبر تا ۳۰ نوامبر سال ۱۹۱۸ به عنوان سرباز وظیفه در ارتش ایالات متحده خدمت کرد. پس از نام‌نویسی در ارتش، به مدرسهٔ آموزشی افسران مرکزی توپخانهٔ صحرایی در اردوگاه تیلور در کنتاکی اعزام شد اما در پایان درجنگ هیچ محاربه شرکت نکرد.

## دولت روزولت
بیدل در دههٔ ۱۹۳۰ در یک تعداد وظایف مهم دولتی گماشته شد. در سال ۱۹۳۴ از طرف فرانکلن تئودور روزولت، رئیس هیئت روابط کار معرفی شد. در ۹ فوریه سال ۱۹۳۹ روزولت وی را به‌عنوان قاضی فدرال ایالات متحده در دادگاه استیناف حوزه سوم در کرسی خالی جوزف بافینگتن نامز کرد. سنای ایالات متحده در ۲۸ فوریه سال ۱۹۳۹به بیدل رای تأیید داد و در ۴ مارس ۱۹۳۹ حکم انتصاب خود را بدست آورد. بیدل صرف یک سال در این سمت اجرای وظیفه کرد و در ۲۲ ژانویه سال ۱۹۴۰ استعفا داد و معاون دادستانی کل ایالات متحده آمریکا شد. این سمت هم کوتاه مدت بود و در سال ۱۹۴۱ از طرف روزولت به سمت دادستانی کل ایالات متحده معرفی شد. در این جریان، از سال ۱۹۳۸ تا سال ۱۹۳۹ به‌عنوان مشاور ارشد کمیتهٔ ویژه کنگره برای تحقیق در مورد سازمان عمرانی درهٔ تنسی خدمت کرد.

### جنگ دوم جهانی
بیدل در جریان جنگ دوم جهانی از قانون جاسوسی سال ۱۹۱۷ به‌منظور بستن «نشرات مؤذی» از جمله نشرات چارلز کافلین یا چارلز پدر تحت عنوان عدالت اجتماعی، استفاده کرد. بیدل چندین تن از افراد و سازمان‌های مشهور جناح چپ را طبق قانون اسمیت تحت تعقیب قرار داد. در سال ۱۹۴۱ دستور تعقیب ۲۹ تن ار اعضای حزب کارگران سوسیالیست را صادر کرد که این اقدام او توسط اتحادیه آزادی‌های مدنی آمریکا مورد انتقاد قرار گرفت. طبق این قانون، او همچنین تلاش ناموفقی را برای اخراج هری بریجز، عضو اتحادیهٔ کارگری آمریکا انجام داد.
بیدل در سال ۱۹۴۲ درگیر پرونده‌ای شد که طبق آن یک دادگاه نظامی منصوب شده توسط روزولت، هشت مأمور نازی را به اتهام جاسوسی و برنامه‌ریزی برای خرابکاری در ایالات متحده به‌عنوان بخشی از عملیات پاستوریوس آلمان، محاکمه کرد. سرهنگ دوم کنیت رویال، تصمیم روزولت مبنی تحت تعقیب قرار دادن اتباع آلمان را در دادگاه نظامی با استناد بر تصمیم پرونده ایکس پارت میلیگان سال (۱۸۶۶)، پرونده‌ای که دادگاه عالی ایالات متحده حکم کرد که اعمال دادگاه‌های نظامی برای غیرنظامیان در زمانی که دادگاه‌های مدنی هنوز فعال هستند، خلاف قانون اساسی است، به چالش کشید. بیدل در پاسخ گفت که اتباع آلمانی به دلیل وضعیت شان به عنوان جنگجویان غیرقانونی، حق محاکمه در دادگاه‌های غیرنظامی را ندارند. دادگاه عالی ایالات متحده آن تصمیم را در پروندهٔ ایکس پارت کویرین (۱۹۴۲) (پرونده ای از دادگاه عالی ایالات متحده در طول جنگ جهانی دوم که صلاحیت دادگاه نظامی ایالات متحده را در مورد محاکمه هشت خرابکار آلمانی در ایالات متحده تأیید کرد) با حکم قانونی بودن کمیسیون نظامی تشکیل شده برای اتباع آلمانی، مورد تأیید قرار داد. در ۳ ماه اوت سال ۱۹۴۲، تمامی هشت اتباع آلمانی مجرم شناخته شدند و به مجازات اعدام محکوم شدند. پنج روز بعد، شش نفر آن‌ها در صندلی برقی در طبقه سوم زندان ناحیهٔ کلمبیا، اعدام شدند. دو نفر دیگر آن‌ها به دلیل این‌که هم‌قطاران خود را رضایت‌مندانه به FBI تسلیم داده بودند، به زندان انداخته شدند. در سال ۱۹۴۸ هر دوی آن‌ها از زندان آزاد و به آلمان برگشتند.

#### بازداشت آمریکایی‌های ژاپنی‌تبار
بیدل یگانه مقام بلند رتبه دولت روزولت بود که از اوایل با بازداشت دسته‌جمعی آمریکایی‌های ژاپنی‌تبار مخالفت بود. در سال ۱۹۴۳ پس از این‌که بازداشت‌ها صورت گرفته بود، بیدل از روزولت درخواست نمود تا اردوگاه را بسته نماید: «راهکار فعلی نگهداری شهروندان وفادار آمریکایی در اردوگاه‌های کار اجباری برای مدت بیش از ضرورت، یک اقدام خطرناک و منافی اصول دولت ما است». با این وجود روزولت در برابر این گفته‌ها مقاومت کرد و اردوگاه‌ها الی یکسال دیگر بسته نشدند. بیدل در خاطرات پس از جنگ خود نوشت: «با آمریکایی‌های ژاپنی‌تبار حتی مانند بیگانگان سایر ملیت‌های دشمن - آلمانی‌ها و ایتالیایی‌ها - به صورت انتخابی نه بلکه به صورت دست نیافتنی با آن‌ها رفتار صورت می‌گرفت، واین‌ها گروهی بودند که نمی‌شد بر آن‌ها اعتماد کرد و صرف به این دلیل که از تبار ژاپنی بودند، باید دهان خود را می‌بستند».

### حقوق مدنی آمریکایی‌های آفریقایی‌تبار
بیدل تلاش‌ها وزارت خود را به نمایندگی از حقوق مدنی آمریکایی‌های آفریقایی‌تبار تقویت بخشید و به دادستان ایالات متحده دستور داد تا پیگرد قانونی خود را علیه کار اجباری در جنوب بدون رعایت رویه معمول اتهام «اعمال شاقه» متمرکز سازند، رویه معمول کار شاقه دادستان‌های را ملزم به دریافت یک عنصر بدهی برای طرح اتهام «بردگی» و «بیگاری غیرارادی» علیه کارفرمایان و مقامات محلی می‌ساخت.

## دولت ترومن
بیدل پس از فوت روزولت، به درخواست هری اس. ترومن از مقام خود استعفا داد. مدت کوتاهی پس از آن از طرف ترومن به‌عنوان قاضی در دادگاه نورنبرگ منصوب شد. تام سی. کلارک، جانشین بیدل، این داستان را بیان کرد که بیدل نخستین مقامی بود که ترومن به دنبال استعفای وی بود و این یک مأموریت بسیار دشوار بود. بیدل مجذوب لکنت زبان ترومن شد اما در پایان بازوی خود را دور رئیس‌جمهور انداخت و گفت: «ببین، هری، آن کار حالا آن‌قدرها هم سخت نبود».